# Peter Kersten (Ruderer)
Peter Kersten (* 1. Februar 1958 in Magdeburg) ist ein ehemaliger Ruderer aus der Deutschen Demokratischen Republik. 1980 gewann er die olympische Bronzemedaille im Einer.
Der Ruderer vom SC Magdeburg siegte 1976 bei den Junioren-Weltmeisterschaften im Einer. 1979 gewann er zusammen mit Klaus Kröppelien, Karl-Heinz Bußert und Joachim Dreifke bei den DDR-Meisterschaften im Doppelvierer. Bei den Weltmeisterschaften in Bled gewann der Vierer den Weltmeistertitel vor dem bundesdeutschen Boot. Für die Olympischen Spiele 1980 in Moskau gelang Peter Kersten die Qualifikation im Einer. Bei der olympischen Regatta belegte er den dritten Platz hinter dem Finnen Pertti Karppinen und Wassili Jakuscha aus der Sowjetunion. 1981 kehrte Kersten in den Doppelvierer zurück und gewann zusammen mit Martin Winter, Uwe Heppner und Joachim Dreifke bei den DDR-Meisterschaften. Bei den Ruder-Weltmeisterschaften 1981 in München saß Karl-Heinz Bußert statt Dreifke im Boot, der Doppelvierer gewann den Weltmeistertitel, den sechsten für die DDR, seit 1974 diese Bootsklasse erstmals auf dem Weltmeisterschaftprogramm gestanden hatte.
Kersten ist gelernter Maschinenbauer und Reparaturschlosser.